# Chiesa del Sacro Cuore di Gesù e di Maria (Gorizia)
La chiesa del Sacro Cuore di Gesù e di Maria è un edificio di culto di Gorizia.

## Storia
Dopo l’inaugurazione della stazione ferroviaria meridionale (ora centrale), nel 1860, si fecero sempre più insistenti le richieste dei cittadini di realizzare una chiesa nel rione che si stava sviluppando nella direzione sud della città e a tale scopo venne individuata l'area del vecchio cimitero dismesso nel 1880 (oggi Parco della Rimembranza). Al progetto del 1891 di Antonio Lasciac, piuttosto elaborato, con una ricca facciata e una cupola alta 36 metri, venne preferita una versione progettuale più sobria firmata nel 1892 da Emilio Pelican e poi affidata ad Alessandro Pich, di una chiesa a tre navate di impianto basilicare in stile romanico, di 30 per 65 metri (15.730 mq) e 25 metri di altezza. Nelle intenzioni, l’edificio doveva essere completato e consacrato in occasione del grande giubileo imperiale: i cinquant’anni di regno di Francesco Giuseppe, il 2 dicembre 1898. La grande opera portava però con sé non poche polemiche, specie nella giunta anticlericale, per gli enormi sforzi economici che richiedeva, inoltre sorsero difficoltà relative all’utilizzo del sito prescelto. Il “Comitato pro erigenda chiesa” decise quindi di modificare l’ubicazione del progetto, acquistando l’area della collocazione attuale in prossimità della residenza dei padri gesuiti, a cui si pensava di affidare l’officio liturgico. La prima pietra venne posata il 2 dicembre 1911, dopo 13 anni di pratiche per le autorizzazioni e nonostante un incendio doloso avesse bruciato tutto il legname necessario per le impalcature. Esattamente un anno dopo venne benedetta la cripta, in cui si iniziò a celebrare giornalmente la santa messa. Lo scoppio della Prima guerra mondiale interruppe i lavori ad un’altezza tutt’ora distinguibile all’esterno per il diverso colore dei mattoni: i muri perimetrali a tre metri, il campanile, dietro la chiesa, a 20 metri (che rimase la sua altezza finale), le colonne gotiche della navata a 4,5 metri.
Nel dopoguerra, la cripta venne restaurata e riaperta (1922) e si diffuse l'idea di trasformare l'erigenda chiesa in tempio-ossario per onorare i caduti. Le finalità commemorative, però, vennero ritenute contrastanti con la posa della prima pietra sotto gli auspici dell’imperatore austriaco Francesco Giuseppe I, e così l'Ossario venne costruito ad Oslavia. L’architetto Max Fabiani venne incaricato di ridimensionare il progetto di Lasciac: ridusse l’altezza della chiesa e le diede una forma più moderna. A conclusione di una storia articolata e ricca di avvenimenti, la chiesa venne ufficialmente consacrata da monsignor Margotti il 15 giugno 1938.

## Descrizione

### La facciata
La facciata si articola dentro linee compositive orizzontali e verticali interrotte dalla rotondità delle finestre centrali nelle quali risalta la composizione ortogonale della maglia che già caratterizza l'insieme architettonico. Sempre in facciata, i tre salienti sono localizzati in corrispondenza delle tre navate e delle corrispettive entrate e vengono incorniciati da possenti contrafforti marmorei. Il contrasto del mattone col marmo spezza il rigore geometrico della facciata al fine di portare leggerezza alla visione d'insieme.

### Le vetrate
Le vetrate sono state realizzate negli anni '80 da Progetto Arte Poli di Verona. Le vetrate delle navate laterali rappresentano i sette sacramenti e le tre virtù teologali. In particolare, nella navata sinistra sono raffigurati, a partire dall’ingresso: battesimo (acqua e colomba), cresima (lingue di fuoco), eucaristia (pani e pesci), riconciliazione (stola viola), unzione degli infermi (olive). Nella navata di destra, sempre a partire dall’ingresso, si susseguono matrimonio (anelli intrecciati), ordine sacro (stola e mitria), carità (cuore infiammato), speranza (colomba del diluvio), fede (scritture).
Le vetrate del transetto raffigurano i sei giorni della creazione secondo il racconto della genesi, uniti ai quattro elementi. Nel transetto di sinistra troviamo (da sinistra a destra) l’elemento fuoco, la creazione della luce, del firmamento e della terraferma, l’elemento terra; nel transetto di destra, sempre da sinistra a destra, l’elemento acqua, la creazione di sole e luna, degli animali, dell’essere umano, l’elemento aria.
Le vetrate del presbiterio raffigurano i simboli eucaristici delle spighe di frumento e dell’uva.

### I quadri
Il maggior contributo alla decorazione interna della chiesa venne dato dalla pittrice Emma Galli (Trieste, 1895 - Gorizia, 1982). Sua è la grande pala dietro all’altare maggiore, che rappresenta il Sacro Cuore di Gesù adorato da fedeli, dai santi Margherita Maria Alacoque e Claudio de la Colombière, dal pontefice Pio XI che offre la corona della regalità e da mons. Margotti che presenta il modello della Chiesa. Di Galli sono anche i dipinti della Madonna (ispirato alla Salus populi romani particolarmente cara ai gesuiti, che nel avevano una copia nel noviziato di Gorizia) e di San Giovanni Bosco. Questi due quadri vennero donati alla chiesa in occasione della sua consacrazione e sono stati profetici: dal 1970 e dal 2009 la chiesa venne retta dai gesuiti e dal 2022 dai salesiani.